# Freestyle (Lijpe & Trobi)
Freestyle is een lied van de Marokkaans-Nederlandse rapper Lijpe en de Nederlandse producer Trobi. Het werd in 2023 als single uitgebracht.

## Achtergrond
Freestyle is geschreven door Abdel Achahbar, Bryan du Chatenier en Rangel Silaev en geproduceerd door Trobi en Rangel Silaev. Het is een nummer dat past in het genre nederhop. In het lied wordt er door Lijpe gerapt over verschillende zaken die hem bezighouden in zijn leven. Het is niet de eerste keer dat de artiesten met elkaar samenwerken. Naast nummers waar Trobi enkel de producent van was en niet uitvoerend artiest, hadden ze eerder al de samenwerkingen Voor jou, Donkere dagen en 100 doezoe cash uitgebracht. 

## Hitnoteringen
De artiesten hadden succes met het lied in de hitlijsten van Nederland. Het piekte op de 64e plaats van de Nederlandse Single Top 100 in de drie weken dat het in deze hitlijst stond. Er was geen notering in de Nederlandse Top 40; het kwam hier tot de twaalfde positie van de Tipparade. 